# Липовка (Краснослободский сельсовет)
Ли́повка (бел. Ліпаўка) — деревня в составе Краснослободского сельсовета Быховского района Могилёвской области Республики Беларусь.

## Население
- 2009 год — 3 человека